# Gladys Cooper
Dame Gladys Constance Cooper, DBE (født 18. december 1888,  død 17. november 1971) var en engelsk teater- og filmskuespiller.
Hun startede som en "ballethoppe" i en alder af 16 år og fik enorm popularitet på grund af sin skønhed. Hun begyndte at indspille film i 1910'erne, herunder den kommercielt succesfulde stumfilm Satans Sorger. Under 1. Verdenskrig var hun også en populær pin-up pige. I begyndelsen af 1920'erne begyndte hun at spille teater.
I 1940 begyndte hun sin filmkarriere i Hollywood, hvor hun var i tre årtier spillede karakterroller med elegance og værdighed. Hun blev nomineret til en Oscar tre gange.
Svigermor til skuespillere Robert Morley og Robert Hardy.